# Vlhkost vzduchu
Vlhkost vzduchu je jednou ze základních vlastností vzduchu. Vlhkost vzduchu udává, jaké množství vody v plynném stavu (vodní páry) obsahuje dané množství vzduchu. Množství vodní páry je časově velice proměnlivé a liší se také od místa k místu. Z pohledu meteorologie a klimatologie má množství vodních par zásadní význam, protože je na něm závislé počasí a místní podnebí.

## Charakteristiky vlhkosti
Pro vyjádření množství vodních par ve vzduchu slouží hned několik charakteristik: tlak vodní páry (sytostní doplněk), absolutní vlhkost vzduchu, relativní vlhkost vzduchu, rosný bod (deficit rosného bodu), poměr směsi a měrná vlhkost vzduchu.

### Tlak vodní páry
Tlak vodní páry (tenze vodní páry) je parciální tlak vodní páry obsažené ve vzduchu; udává se v hektopascalech (hPa), dříve se udával v milibarech (mb) či torrech (torr).
Sytostní doplněk je dán rozdílem maximálního tlaku vodní páry při dané teplotě a skutečným tlakem vodní páry při téže teplotě. Sytostní doplněk se dá také vyjádřit rozdílem maximálního směšovacího poměru či maximální měrné vlhkosti při dané teplotě a skutečného směšovacího poměru či měrné vlhkosti při téže teplotě.

### Absolutní vlhkost vzduchu
Absolutní vlhkost vzduchu (též hustota vodní páry nebo měrná hmotnost vodní páry) vyjadřuje hmotnost vodní páry obsažené v jednotce objemu vzduchu. V meteorologii se vyjadřuje nejčastěji v gramech vodní páry na metr krychlový vzduchu.
Je-li {\displaystyle m} hmotnost vodní páry v daném objemu {\displaystyle V}, pak absolutní vlhkost vzduchu lze vyjádřit jako
{\displaystyle \Phi ={\frac {m}{V}}} [g·m−3]

### Relativní (poměrná) vlhkost vzduchu
Relativní vlhkost vzduchu udává poměr mezi okamžitým množstvím vodních par ve vzduchu a množstvím par, které by měl vzduch o stejném tlaku a teplotě při plném nasycení. Udává se v procentech (%). Relativní vlhkost se též někdy označuje jako poměrná vlhkost.
Je-li {\displaystyle m} hmotnost vodní páry, která je ve vzduchu obsažena, a {\displaystyle M} hmotnost vodní páry, kterou by obsahoval stejný objem vzduchu, kdyby byl při stejné teplotě a tlaku vodními parami nasycen, pak lze relativní vlhkost vzduchu vyjádřit jako
{\displaystyle \phi =100{\frac {m}{M}}} [%]
Tento vztah lze s pomocí výrazu pro absolutní vlhkost vzduchu přepsat ve tvaru
{\displaystyle \phi =100{\frac {\Phi }{\Phi _{n}}}} [%],
kde {\displaystyle \Phi _{n}} označuje absolutní vlhkost vzduchu nasyceného vodními parami (v tabulkách ji můžeme najít jako hustotu sytých par).
Vzhledem k tomu, že množství sytých par závisí především na teplotě vzduchu, mění se relativní vlhkost vzduchu s jeho teplotou i přesto, že absolutní množství vodních par zůstává stejné. Tato vlastnost má velký význam při vzniku oblaků a tím i tvorbě počasí.

### Měrná vlhkost vzduchu
Měrná vlhkost vzduchu udává hmotnost vodní páry {\displaystyle m_{\mathrm {H_{2}O} }} připadající na 1 kg vlhkého vzduchu {\displaystyle m}.
{\displaystyle \chi ={\frac {m_{\mathrm {H_{2}O} }}{m}}\cdot 100} [%]

### Rosný bod
Rosný bod je teplota, při které je vzduch maximálně nasycen vodními parami (relativní vlhkost vzduchu dosáhne 100 %).

## Omezující faktory
Hlavním omezujícím faktorem je teplota vzduchu, neboť pro danou teplotu je vzduch schopen pojmout jen omezené množství vodních par. Platí zde úměra, čím vyšší je teplota, tím více je vzduch schopen pojmout vodních par. Tuto závislost můžeme také vidět v Magnusově vzorci:
{\displaystyle E_{s}=E_{s.273,16}\cdot {10}^{\left({\frac {8,5\cdot t}{273,16+t}}\right)}}
Obdobné je to s tlakem vodních par nad rovinným povrchem ledu:
{\displaystyle E_{s}=E_{s273,16}\cdot {10}^{\left({\frac {9,7\cdot t}{273,16+t}}\right)}}
{\displaystyle E_{s}} je tlak nasycené vodní páry vzhledem k vodě (ledu), {\displaystyle E_{s.273,16}} je tlak nasycené vodní páry vzhledem k vodě (ledu) při teplotě 273,16 K, {\displaystyle t} je teplota ve stupních Celsia.

## Vlhkost vzduchu na Zemi
Na Zemi se běžně nacházejí místa, kde vodní pára tvoří 0 až 4 objemová procenta vzduchu. Velký tlak vodních par a vysoké hodnoty absolutní vlhkosti vzduchu lze očekávat v teplých tropických oblastech, kdežto malý tlak vodních par lze očekávat v chladných polárních oblastech a vyšších nadmořských výškách.
Charakteristický chod tlaku vodní páry při aktivním povrchu (oceánu a jiných extrémně vlhkých ploch), který má jediné maximum odpovídající růstu teploty a výparu, se nazývá zimní (mořský) typ. Chod tlaku vodní páry s dvěma maximy a dvěma minimy, přičemž druhé minimum je způsobeno odpoledním růstem konvekce a turbulence, pak letní (pevninský) typ.
Za období 1983–2017 se nad pevninou zvýšila vlhkost vzduchu o 0,46 g·m−3. Doba ledová je charakterizována suchým počasím.

## Izolinie
- Čára spojující místa se stejnými hodnotami tlaku vodních par se nazývá izovapora.
- Čára spojující místa se stejnými hodnotami relativní vlhkosti vzduchu se nazývá izohumida.
- Čára spojující místa se stejnými hodnotami měrné vlhkosti vzduchu se nazývá izograma.